# 耶奥里·约翰松 (足球运动员)
耶奥里·约翰松（瑞典語：Georg Johansson，1910年4月23日—1996年1月12日），瑞典男子足球运动员，司职前锋，所属俱乐部是布萊格體育會。他曾代表瑞典国家队参加1934年国际足联世界杯，结果队伍获得第八名。